# Paration
Paration, Paratió, Parathion, o etil paration o dietil paration, és un compost químic organofosforat. És un potent insecticida i acaricida. Originàriament el va desenvolupar l'empresa IG Farben a la dècada de 1940. És molt tòxic per als organismes que no són el seu objectiu incloent els humans. El seu ús o està prohibit o bé molt restringit en molts països, i hi ha propostes de prohibir-lo per qualsevol ús. El metil paration n'està estretament relacionat.

## Metil paration
El metil paration, "Parathion-methyl" (CAS#298-00-0), també conegut com a "methyl parathion" o "dimethyl parathion", també es va desenvolupar i comercialitzar per a usos similars als del paration. És menys tòxic que aquest. Alguns noms comercials del metil paratió inclouen els de Bladan M, Metaphos, ME605, i E601.

## Història

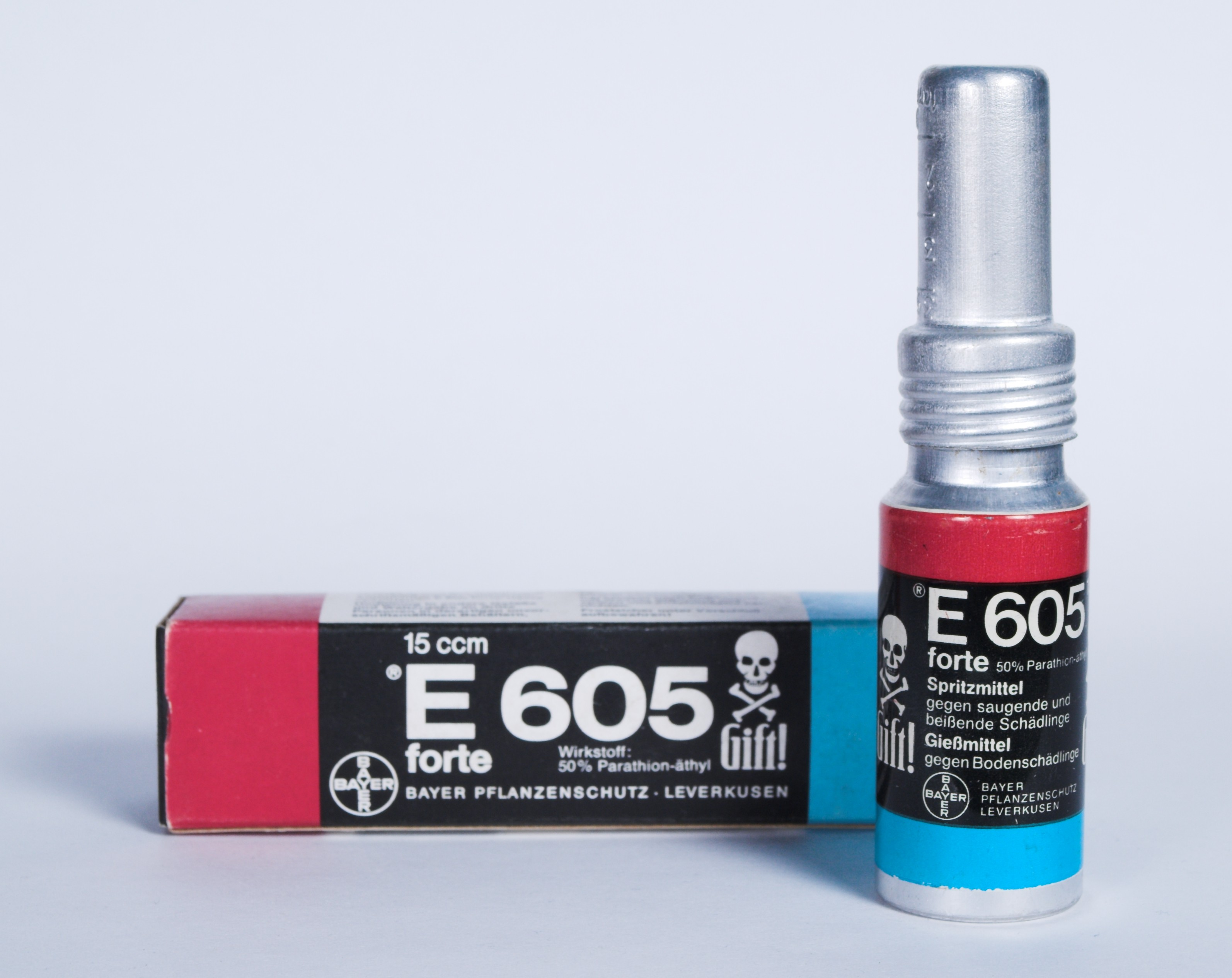
Ampolla amb paration de la marca alemanya E605

El paration va ser desenvolupat pel Dr. Gerhard Schrader per al trust alemany IG Farben a la dècada de 1940. Després de la Segona guerra Mundial i el col·lapse de IG Farben degut als judicis per crims de guerra, els aliats occidentals van permetre la patent, i el paration es va comercialitzar a tot el món sota diferents noms comercials.

## Propietats
En estat pur el paration és una pols blanca cristal·lina, però normalment es distribueix com un líquid marró que fa pudor d'ous podrits o d'all. L'insecticida és més o menys estable però s'enfosqueig quan s'exposa a la llum solar

## Síntesi
El paration se sintetitza a partir de l'àcid dietil ditiofosfòric (C₂H₅O)₂PS₂H. Aquest àcid es tracta amb nitrofenolat 4 de sodi
2 (C₂H₅O)₂P(S)SH + 3 Cl₂ → 2 (C₂H₅O)₂P(S)Cl + S₂Cl₂ + 2 HCl
(C2H5O)₂P(S)Cl + NaOC₆H₄NO₂ → (C₂H₅O)₂P(S)OC₆H₄NO₂ + NaCl

## Aplicacions
Com aplaguicida el paration normalment es fa servir en forma d'esprai. Sovint s'aplica en cotoner, plantes d'arròs i arbres fruiters. La concentració usual de les solucions preparades és de 0,05 ao 0,1%. Aquest producte és prohibit d'usar en molts conreus alimentaris.

## Activitat com insecticida
El paration actua sobre l'enzim acetilcolnesterasa, però indirectament. Després de ser ingerit pels insectes o pels humans el paration s'oxida per part de les oxidases i dona paraoxon, substituint el doble enllaç de sofre per oxigen.
(C₂H₅O)₂P(S)OC₆H₄NO₂ + 1/2 O₂ → (C₂H₅O)₂P(O)OC₆H₄NO₂ + S
L'ester de fosfat és més reactiu en els organismes que elèster de fosforotiolat, ja que els àtoms de fòsfor passen a sser molt més electronegatius.

## Degradació
La degradació del paration porta a productes més solubles en aigua. La hidròlisi, que desactiva la molècula, ocorre en l'enllaç èster aril resultant en dietiltiofosfat i 4-nitrofenol.
(C₂H₅O)₂P(S)OC₆H₄NO₂ + H₂O → HOC₆H₄NO₂ + (C₂H₅O)₂P(S)OH
La degradació en condicions anaeròbiques és diferent i el grup nitro del paration es redueix a amina.
(C₂H₅O)₂P(S)OC₆H₄NO₂ + 6 H → (C₂H₅O)₂P(S)OC₆H₄NH₂ + 2 H₂O

## Seguretat
El paration és un inhibidor de la colinesterasa. Generalment interromp el sistema nerviós inhibint l'acetilcolinesterasa. S'absorbeix per la pell, les membranes mucoses i oralment. Una vegada transformat en paraoxon produeix mal de cap, convulsions, vòmits, diarrea severa, dolor abdominal i altres símptomes finalment dona edema pulmonar i parada respiratòria. L'antídot més comú és l'atropina. S'ha usat amb freqüència per a suïcidar-se. També s'ha usat com arma química especialment en la guerra de Rodèsia 
.
També és un possible carcinogen. Studies show that parathion is toxic to fetuses, but does not cause birth defects.
Està classificat per la UNEP com Contaminant Orgànic Persistent i la Classe de toxicitat de WHO com "Ia, Extremadament Perillós".
El paration és molt tòxic per les abelles, peixos, ocells, i altres formes de vida silvestree. Es pot substituir el paration per molts altres productes més segurs i menys tòxics com altres organofosfats, carbamats, o piretroides sintètics.